# Thomas Anthony Welch
Thomas Anthony Welch (Faribault, 2 novembre 1884 – Duluth, 9 settembre 1959) è stato un vescovo cattolico statunitense, vescovo di Duluth.

## Biografia
È nato a Faribault da Thomas J. Welch e Ellen Deasy. Ha compiuto gli studi superiori all'Università di St. Thomas e poi è entrato al St. Paul Seminary. Ha ricevuto l'ordinazione sacerdotale l'11 giugno 1909 dall'arcivescovo di Saint Paul e Minneapolis Austin Dowling.
È stato assistente dell'arcivescovo John Ireland (1909-1918) e del suo successore, l'arcivescovo Austin Dowling (1919-1922). È stato anche cancelliere e vicario generale (1918-1923) dell'arcidiocesi di Saint Paul e Minneapolis. Nel febbraio del 1924 è diventato monsignore.
Il 17 dicembre 1925 papa Pio XI lo ha nominato terzo vescovo di Duluth. Ha ricevuto la consacrazione episcopale il 3 febbraio 1926 dall'arcivescovo di Saint Paul e Minneapolis Austin Dowling, coconsacranti i vescovi James O'Reilly e Joseph Francis Busch. Durante i suoi 33 anni di episcopato ha rimediato alla crisi finanziaria della diocesi ed ha fatto costruire anche la cattedrale di Nostra Signora del Rosario.
È morto all'età di 74 anni.

## Genealogia episcopale
La genealogia episcopale è:
- Cardinale Scipione Rebiba
- Cardinale Giulio Antonio Santori
- Cardinale Girolamo Bernerio, O.P.
- Arcivescovo Galeazzo Sanvitale
- Cardinale Ludovico Ludovisi
- Cardinale Luigi Caetani
- Cardinale Ulderico Carpegna
- Cardinale Paluzzo Paluzzi Altieri degli Albertoni
- Cardinale Gaspare Carpegna
- Cardinale Fabrizio Paolucci
- Cardinale Francesco Barberini
- Cardinale Annibale Albani
- Cardinale Federico Marcello Lante Montefeltro della Rovere
- Vescovo Charles Walmesley, O.S.B.
- Arcivescovo John Carroll
- Cardinale Jean-Louis Anne Madelain Lefebvre de Cheverus
- Arcivescovo Ambrose Maréchal, P.S.S.
- Vescovo John Dubois, P.S.S.
- Arcivescovo John Joseph Hughes
- Cardinale John McCloskey
- Arcivescovo John Joseph Williams
- Vescovo Matthew A. Harkins
- Arcivescovo Austin Dowling
- Vescovo Thomas Anthony Welch